# 趙武公
趙武公（？—前387年），又稱趙武侯，是中國戰國時期趙國的君主，趙烈侯之弟。自五原河曲築長城，東至陰山，傳說曾“卜陰山河曲而禱焉”築雲中城。《資治通鑑》載“周安王二年（前400年）趙烈侯薨，國人立其弟武侯。周安王十五年（前387年）趙武侯薨，國人復立烈侯太子章，是為敬侯。”
由於趙烈侯子趙敬侯年紀尚小，無法即位，在這種清況下，烈侯弟武公便掌握了趙國實權。大約考慮到以前襄子之子趙桓子因自立而為國人所殺的教訓，掌握實權的武公并沒有真正稱侯。因此原因，趙人作《世本》時，也就無法記述武公即位一事。魏人作《竹書紀年》時，有關趙國紀年仍沿用己去世的烈侯年號。（沈長雲《趙國史稿》語）
子公子朝。